# یواس‌اس برنالدو (دی‌دی-۱۵۳)
یواس‌اس برنالدو (دی‌دی-۱۵۳) (به انگلیسی: USS Bernadou (DD-153)) یک کشتی بود که طول آن ۹۵٫۸۳ متر (۳۱۴٫۴ فوت) بود. این کشتی در سال ۱۹۱۸ ساخته شد.